# Alexander Medina
Alexander Jesús Medina Reobasco (Salto, Uruguay, 8 de agosto de 1978) es un exfutbolista y entrenador uruguayo. Actualmente está sin club.

## Trayectoria

### Como jugador
Al llegar a Montevideo, Medina se transformó en un potente delantero en los equipos donde jugó. Su momento de reconocimiento público llegaría en el Liverpool dirigido por Julio Ribas. Allí, jugando con el número 8, logró coronarse como goleador del Campeonato Uruguayo 2003, lo que le valió para ser transferido a Nacional al año siguiente, donde nuevamente volvió a consagrarse goleador (junto con Carlos Bueno), marcando 26 goles cada uno. Medina rápidamente se ganó a la afición tricolor, especialmente luego del clásico de 2004 cuando con dos "flechazos" suyos (el futbolista celebraba sus goles simulando un lanzamiento de arco y flecha) Nacional dio vuelta un resultado frente a su clásico rival.
En 2005 dio el paso al fútbol europeo, militando en un par de clubes españoles, como Cádiz y Racing de Ferrol. Regresó a Nacional en 2008, donde colaboró para la campaña tricolor en la Copa Libertadores 2009 donde llegó hasta semifinales. Ese año además obtuvo su segundo campeonato de liga uruguaya con dicho club. Salió del club a mediados de ese año para jugar en Arsenal de Argentina y luego en Unión Española de Chile antes de regresar a Uruguay para defender a River Plate.
En 2011 regresó a Nacional en su tercer pasaje por la institución y se ganó un lugar como centrodelantero titular en el esquema de Marcelo Gallardo.
Medina ha sido internacional con la selección uruguaya en una sola ocasión, debutando el 1 de marzo de 2006 en un amistoso internacional contra Inglaterra en reemplazo de Diego Forlán.

### Como entrenador
A mediados de 2016 Medina asumió la dirección técnica de la tercera división de Nacional, con la cual, tras quedar en la tercera posición en el Campeonato Especial de ese semestre, logró obtener el Campeonato Uruguayo de 2017, obteniendo los torneos Apertura y Clausura, así como la tabla anual.
Días después de dicha consagración, fue presentado como entrenador del equipo de primera división, cargo vacante luego de la renuncia de Martin Lasarte.
En junio de 2019 es anunciado como nuevo DT de Talleres en Argentina.Hizo una muy buena primera temporada en la Superliga 2019-20, clasificando al equipo a la Copa Sudamericana 2021. En la siguiente temporada, finalizó 3° en el campeonato de Primera División, segundo en la Copa Argentina y además logró la clasificación a la Copa Libertadores 2022. Se fue del club en diciembre de 2021 con 39 triunfos en 88 partidos. En diciembre de 2021, y tras días de negociación, acordó su salida de Talleres.
El 27 de diciembre de 2021, Medina fue nombrado entrenador del Internacional y firmó un contrato por un año.Fue despedido el 15 de abril tras un empate 1-1 con el equipo paraguayo Guaireña.
El 24 de mayo de 2022, fue oficializado como entrenador de Vélez Sarsfield, regresando a Argentina después de casi seis meses.Durante su estancia, disputó las semifinales de la Copa Libertadores, eliminando a River Plate y Talleres, cayendo ante Flamengo por 1-6 en el resultado global.Dejó el club de mutuo acuerdo el 26 de febrero del 2023.
El 26 de noviembre de 2023, Medina fue anunciado como entrenador del Granada C.F. y firmó un contrato hasta el final de la temporada. Sin embargo, fue destituido tras la jornada 29 del campeonato, después de 14 partidos disputados en los que solo obtuvo una victoria, dejando al equipo un punto por encima del colista y a trece de la salvación.
En agosto de 2024, inició su segunda etapa en Talleres y firmó un contrato hasta diciembre de 2025. El 5 de marzo de 2025, obtuvo la Supercopa Internacional después de vencer a River Plate en la final. Sin embargo, el 3 de abril, fue relevado de sus funciones a partir de malos resultados en los últimos partidos que dirigió.

## Estadísticas

### Como jugador
| Club               | País      | Año       | Part. | Goles | Asist. | Prom. |
| ------------------ | --------- | --------- | ----- | ----- | ------ | ----- |
| Huracán Buceo      | Uruguay   | 1998-1999 | 7     | 0     | 1      | 0     |
| Central Español    | Uruguay   | 2000-2001 | 27    | 7     | 3      | 0.26  |
| Liverpool          | Uruguay   | 2002-2003 | 38    | 23    | 4      | 0.61  |
| Nacional           | Uruguay   | 2004-2005 | 84    | 38    | 8      | 0.45  |
| Cádiz              | España    | 2005-2007 | 47    | 6     | 5      | 0.13  |
| Racing Ferrol      | España    | 2007-2008 | 30    | 3     | 0      | 0.1   |
| Nacional           | Uruguay   | 2008-2009 | 20    | 6     | 4      | 0.3   |
| Arsenal de Sarandí | Argentina | 2009      | 13    | 0     | 1      | 0     |
| Unión Española     | Chile     | 2010      | 22    | 5     | 6      | 0.23  |
| River Plate        | Uruguay   | 2011      | 8     | 4     | 0      | 0.5   |
| Nacional           | Uruguay   | 2011-2013 | 52    | 14    | 7      | 0.27  |
| Fénix              | Uruguay   | 2014-2015 | 16    | 2     | 2      | 0.13  |
| Total              | Total     | Total     | 364   | 108   | 41     | 0.3   |

### Como entrenador
| Equipo                    | Div.                | Temporada           | Liga | Liga | Liga | Liga | Liga |    | Copa | Copa | Copa | Copa |    | Internacional | Internacional | Internacional | Internacional | Internacional |   | Otros | Otros | Otros | Otros |    | Totales     | Totales | Totales | Totales | Totales | Totales | Totales | Totales | Totales |
| Equipo                    | Div.                | Temporada           | PD   | G    | E    | P    | Pos. | PD | G    | E    | P    | PD   | G  | E             | P             | Pos.          | PD            | G             | E | P     | PD    | G     | E     | P  | Rendimiento | GF      | GC      | Dif.    | Ptos.   |         |         |         |         |
| ------------------------- | ------------------- | ------------------- | ---- | ---- | ---- | ---- | ---- | -- | ---- | ---- | ---- | ---- | -- | ------------- | ------------- | ------------- | ------------- | ------------- | - | ----- | ----- | ----- | ----- | -- | ----------- | ------- | ------- | ------- | ------- | ------- | ------- | ------- | ------- |
| Nacional · Uruguay        | 1.ª                 | 2018                | 37   | 25   | 7    | 5    | 2.º  | -  | -    | -    | -    | 16   | 7  | 5             | 4             | 1/4           | 1             | 0             | 0 | 1     | 54    | 32    | 12    | 10 | 66.67%      | 86      | 47      | +39     | 108     |         |         |         |         |
| Nacional · Uruguay        | Total               | Total               | 37   | 25   | 7    | 5    | -    | -  | -    | -    | -    | 16   | 7  | 5             | 4             | -             | 1             | 0             | 0 | 1     | 54    | 32    | 12    | 10 | 66.67%      | 86      | 47      | +39     | 108     |         |         |         |         |
| Talleres Argentina        | 1.ª                 | 2019-20             | 23   | 10   | 4    | 9    | 12.º | 14 | 6    | 6    | 2    | -    | -  | -             | -             | -             | -             | -             | - | -     | 37    | 16    | 10    | 11 | 52.25%      | 53      | 41      | +12     | 58      |         |         |         |         |
| Talleres Argentina        | 1.ª                 | 2021                | 25   | 14   | 4    | 7    | 3.º  | 20 | 7    | 10   | 3    | 6    | 2  | 2             | 2             | FG            | -             | -             | - | -     | 51    | 23    | 16    | 12 | 55.56%      | 70      | 53      | +17     | 85      |         |         |         |         |
| Internacional · Brasil    | 1.ª                 | 2022                | 1    | 0    | 0    | 1    | Inc. | 14 | 6    | 4    | 4    | 2    | 0  | 2             | 0             | Inc.          | -             | -             | - | -     | 17    | 6     | 6     | 5  | 47.05%      | 17      | 20      | -3      | 24      |         |         |         |         |
| Internacional · Brasil    | Total               | Total               | 1    | 0    | 0    | 1    | -    | 14 | 6    | 4    | 4    | 2    | 0  | 2             | 0             | -             | -             | -             | - | -     | 17    | 6     | 6     | 5  | 47.05%      | 17      | 20      | -3      | 24      |         |         |         |         |
| Vélez Sarsfield Argentina | 1.ª                 | 2022                | 27   | 6    | 10   | 11   | 26.º | 2  | 1    | 0    | 1    | 6    | 3  | 1             | 2             | 1/2           | -             | -             | - | -     | 35    | 10    | 11    | 14 | 39.05%      | 37      | 43      | -6      | 41      |         |         |         |         |
| Vélez Sarsfield Argentina | 1.ª                 | 2023                | 5    | 1    | 2    | 2    | Inc. | -  | -    | -    | -    | -    | -  | -             | -             | -             | -             | -             | - | -     | 5     | 1     | 2     | 2  | 33.33%      | 5       | 5       | +0      | 5       |         |         |         |         |
| Vélez Sarsfield Argentina | Total               | Total               | 32   | 7    | 12   | 13   | -    | 2  | 1    | 0    | 1    | 6    | 3  | 1             | 2             | -             | -             | -             | - | -     | 40    | 11    | 13    | 16 | 38.33%      | 42      | 48      | -6      | 46      |         |         |         |         |
| Granada · España          | 1.ª                 | 2023-24             | 14   | 1    | 4    | 9    | Inc. | -  | -    | -    | -    | -    | -  | -             | -             | -             | -             | -             | - | -     | 14    | 1     | 4     | 9  | 16.66%      | 11      | 25      | -14     | 7       |         |         |         |         |
| Granada · España          | Total               | Total               | 14   | 1    | 4    | 9    | -    | -  | -    | -    | -    | -    | -  | -             | -             | -             | -             | -             | - | -     | 14    | 1     | 4     | 9  | 16.66%      | 11      | 25      | -14     | 7       |         |         |         |         |
| Talleres Argentina        | 1.ª                 | 2024                | 14   | 7    | 4    | 3    | 2.º  | 1  | 0    | 1    | 0    | -    | -  | -             | -             | -             | -             | -             | - | -     | 15    | 7     | 5     | 3  | 57.78%      | 17      | 14      | +3      | 26      |         |         |         |         |
| Talleres Argentina        | 1.ª                 | 2025-A              | 11   | 1    | 6    | 4    | -    | 1  | 0    | 1    | 0    | 1    | 0  | 0             | 1             | -             | 1             | 0             | 1 | 0     | 14    | 1     | 8     | 5  | 26.19%      | 9       | 13      | -4      | 11      |         |         |         |         |
| Talleres Argentina        | Total               | Total               | 73   | 32   | 18   | 23   | -    | 36 | 13   | 18   | 5    | 7    | 2  | 2             | 3             | -             | 1             | 0             | 1 | 0     | 117   | 47    | 39    | 31 | 51.28%      | 149     | 121     | +28     | 180     |         |         |         |         |
| Total en su carrera       | Total en su carrera | Total en su carrera | 157  | 65   | 41   | 51   | -    | 52 | 20   | 22   | 10   | 31   | 12 | 10            | 9             | -             | 2             | 0             | 1 | 1     | 242   | 97    | 74    | 71 | 50.27%      | 305     | 261     | +44     | 365     |         |         |         |         |
| 1. 2. 3.                  |                     |                     |      |      |      |      |      |    |      |      |      |      |    |               |               |               |               |               |   |       |       |       |       |    |             |         |         |         |         |         |         |         |         |

#### Resumen estadístico
| Competición                    | Partidos | Ganados | Empatados | Perdidos | %      | Resultado        |
| ------------------------------ | -------- | ------- | --------- | -------- | ------ | ---------------- |
| Primera División de Uruguay    | 37       | 25      | 7         | 5        | 73.88% | Campeón          |
| Supercopa Uruguaya             | 1        | 0       | 0         | 1        | 0%     | Subcampeón       |
| Primera División de Argentina  | 105      | 39      | 30        | 36       | 46.66% | Subcampeón       |
| Copa Argentina                 | 12       | 3       | 7         | 2        | 44.44% | Subcampeón       |
| Copa de la Liga Profesional    | 25       | 10      | 11        | 4        | 54.67% | Cuartos de final |
| Copa de la Superliga Argentina | 1        | 1       | 0         | 0        | 100%   | Fase de grupos   |
| Supercopa Internacional        | 1        | 0       | 1         | 0        | 33.33% | Campeón          |
| Brasileirão                    | 1        | 0       | 0         | 1        | 0%     | 18.º lugar       |
| Copa de Brasil                 | 1        | 0       | 0         | 1        | 0%     | Primera ronda    |
| Campeonato Gaúcho              | 13       | 6       | 4         | 3        | 56.41% | Semifinales      |
| LaLiga                         | 14       | 1       | 4         | 9        | 16.66% | 19.º lugar       |
| Copa Libertadores              | 17       | 8       | 4         | 5        | 54.9%  | Semifinales      |
| Copa Sudamericana              | 14       | 4       | 6         | 4        | 42.86% | Cuartos de final |
| TOTAL                          | 242      | 97      | 74        | 71       | 50.27% | 3 Títulos        |

## Palmarés

### Como jugador

#### Campeonatos nacionales
| Título              | Club     | País    | Año     |
| ------------------- | -------- | ------- | ------- |
| Campeonato Uruguayo | Nacional | Uruguay | 2005    |
| Torneo Apertura     | Nacional | Uruguay | 2008    |
| Campeonato Uruguayo | Nacional | Uruguay | 2008-09 |
| Torneo Apertura     | Nacional | Uruguay | 2011    |
| Campeonato Uruguayo | Nacional | Uruguay | 2011-12 |

#### Distinciones individuales
| Distinción                                         | Año  |
| -------------------------------------------------- | ---- |
| Máximo Goleador del Campeonato Uruguayo (22 goles) | 2003 |
| Máximo Goleador del Campeonato Uruguayo (26 goles) | 2004 |

### Como entrenador

#### Campeonatos nacionales
| Título                  | Club     | País      | Año  |
| ----------------------- | -------- | --------- | ---- |
| Torneo Apertura         | Nacional | Uruguay   | 2018 |
| Torneo Intermedio       | Nacional | Uruguay   | 2018 |
| Supercopa Internacional | Talleres | Argentina | 2023 |